# Loài cảnh báo

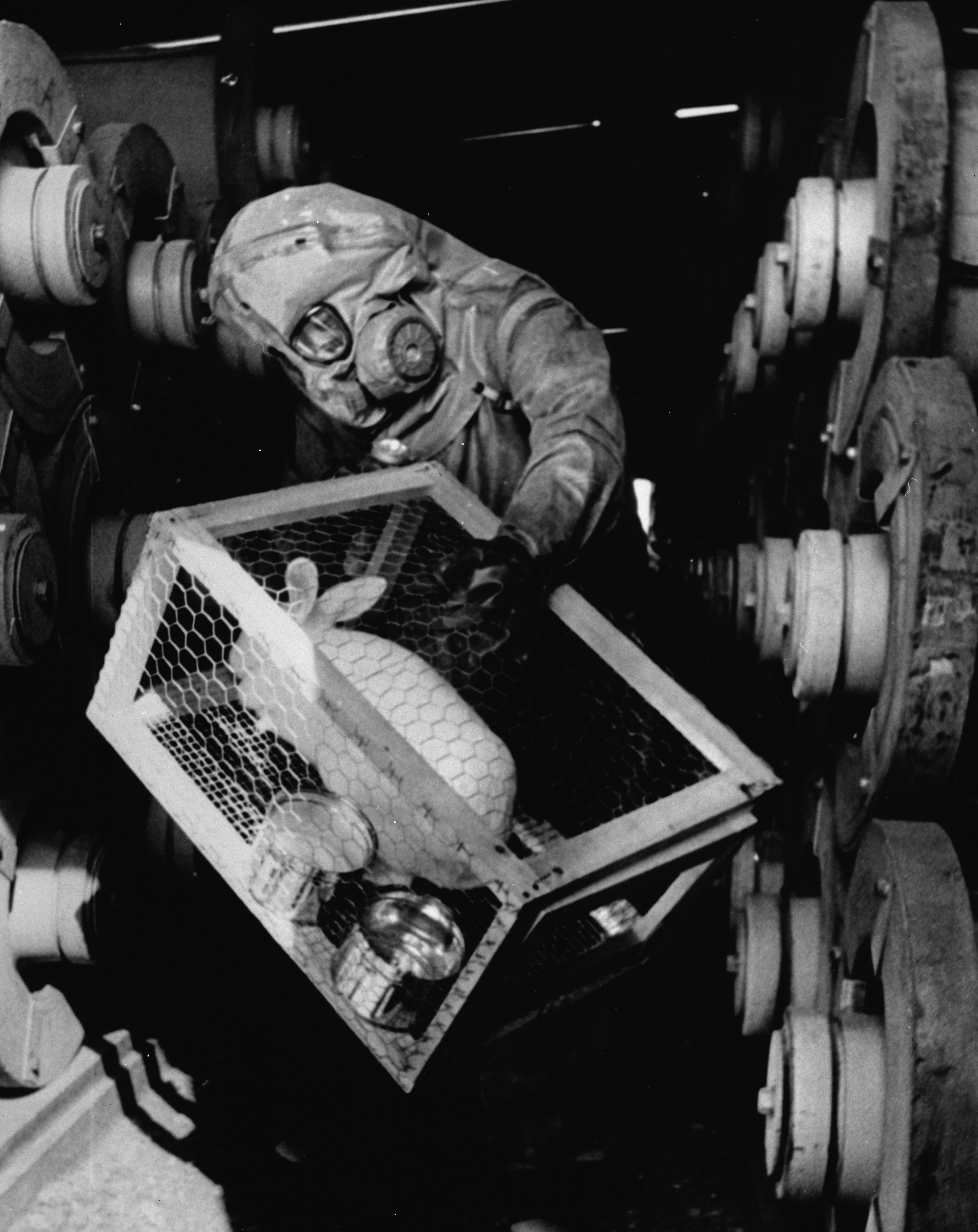
Một con thỏ dùng để dò thử và kiểm tra (test) lượng độc tố Sarin

Loài cảnh báo (Sentinel species) là các sinh vật, thường là động vật, được sử dụng để phát hiện những nguy cơ cho con người bằng cách cảnh báo trước về những mối nguy hiểm. Một số động vật có thể đóng vai trò như lính canh vì chúng có thể dễ bị tổn thương hoặc có nguy cơ cao hơn con người trong cùng một môi trường. Người ta đã quan sát thấy động vật từ lâu để có dấu hiệu nguy hiểm sắp xảy ra hoặc xem như là bằng chứng về những mối đe dọa về môi trường. Cây cối và các sinh vật sống khác cũng đã được sử dụng cho những mục đích này.

## Điển hình

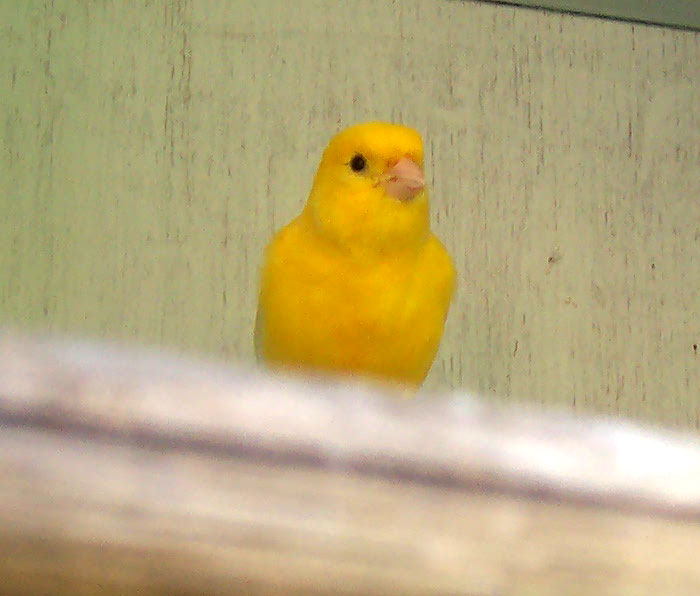
Chim Hoàng yến thường được công nhân đem theo trong mỏ than

Có rất nhiều ví dụ về tác động môi trường đối với động vật sau này được thể hiện ở người, điển hình là việc nuôi chim hoàng yến trong mỏ than, ý tưởng nuôi một con chim hoàng yến trong một mỏ để phát hiện ra carbon monoxide lần đầu tiên được đề xuất bởi John Scott Haldane, vào năm 1913, các thợ mỏ đã đưa chim hoàng yến vào mỏ than như là một tín hiệu cảnh báo sớm các khí độc hại, chủ yếu là cácbon monoxit.
Các loài chim, nhạy cảm hơn, sẽ bị bệnh trước khi các thợ mỏ bị nhiễm bệnh, những người sau đó sẽ có một cơ hội để trốn thoát hoặc sẽ đeo mặt nạ phòng hộ. được sử dụng trong các mỏ than để phát hiện ra sự có mặt của carbon monoxide vì tốc độ hô hấp nhanh của con chim, kích thước nhỏ và sự trao đổi chất cao, so với các thợ mỏ do đó chúng dễ thấy các triệu chứng hơn.
Một ví dụ khác như việc nuôi ong mật để giám sát tình trạng ô nhiễm không khí, tương tự, cả loài dơi được sử dụng để theo dõi việc nhiễm bẩn thuốc trừ sâu do ăn côn trùng có thể bị ảnh hưởng bởi các hóa chất. Một số động vật đã được sử dụng để đo lường, quan trắc các loại ô nhiễm không khí khác nhau.
Tình trạng ô nhiễm DDT trong thủy sản đã được đo lường định lượng ở cá California. PCB đã được đo bằng cách phân tích gan cá. Chó có thể cảnh báo sớm về nguy cơ nhiễm độc chì trong nhà, và một số bệnh ung thư ở chó và mèo có liên quan đến việc tiếp xúc với thuốc trừ sâu, khói thuốc lá và các chất gây ung thư khác. 